# Нада Марковић Шнајцина
Надежда Нада Марковић Шнајцина (Крушевац, 1923 — Буци, код Крушевца, 2. мај 1944) била је кројачка радница и учесница Народноослободилачке борбе. 

## Биографија
Рођена је 1923. у Крушевцу. Потицала је из радничке породице. Њено отац био је кројач, па је и она након основне школе почела да учи кројачки занат, због чега је касније добила партизански надимак Нада Шнајцина (шнајца — кројач).
Као млада радница укључила се у омладински револуционарни покрет и пре Другог светског рата постала чланица тада илегалног Савеза комунистичке омладине Југославије (СКОЈ). Након окупације Југославије, 1941. укључила се у Народноослободилачки покрет (НОП).
Када је јула 1941. формиран Расински партизански одред, постала је заједно са Сашом Јаворином, медицинском сестром и Богињом Михаиловић, учитељицом, једна од првих бораца овог одреда. У Расинском одреду обављала је дужност референта санитета.
Разболела се у јесен 1943, намон чега је остављена код једног симаптизера Народноослободилачког покрета у селу Гаревини, код Александровца, где се лечила и опорављала. Издајом је ухапшена и одведена у Крушевац, где је саслушавана у полицији. Како се пред иследницима добро држала и ништа није признала, услед недовољно доказа о њеном учешћу у партизанском поркету, била је пуштена на слободу.
Након излечења, у зиму 1944. вратила се у Расински партизански одред, након чега је постала политички радник. Обилазила је села на терену који је контролисао одред и радила политички са женама. У више села расинског округа организовала је одборе Антифашистичког фронта жена (АФЖ), а била је и секретар Окружног одбора АФЖ за расински округ, након његовог формирања.
У току рата примљена је у чланство Комунистичке партије Југославије (КПЈ). Марта 1944. постаја је члан Рејонског комитета КПЈ за Велику Ломницу и Дворане. Крајем априла 1944, у време блокаде овог терена од стране четника Драгутина Кесеровића, Нада се са групом теренских радника налазила у једној колиби на месту званом Сокловица, у близини села Буци. Након што су их 2. маја 1944. четници опколили и позвали на предају, партизани су одличили да пруже отпор и покушају да се извуку из окружења. Нада је пуцала на четнике и на тај начин штитила одступницу друговима, а потом је извршила самоубиство како не би пала у руке четницима. Приликом изласка из колибе погинула је млада партизанка Милева Милојевић из села Модрица, која се само неколико дана раније прикључила партизанима.
Након борбе, четници су запалили колибу у којој су се налазила тела две партизанке. Жене из Буца извукле су њихова тела и пренеле у село, где су их сахраниле. Недуго потом њен отац је дошао по њене посмртне остатке, како би их пренео у Крушевац. На путу ка Крушевцу, пресрели су га четници и убили.
Спомен-биста Наде Марковић, рад вајара Димитрија Симића, подигнута је у дворишту основне школе „Доситеј Обрадовић” у Крушевцу, а њено име носила је улица у Крушецу, у којој се налази фабрика „Рубин”.